# Курзу-Верзу

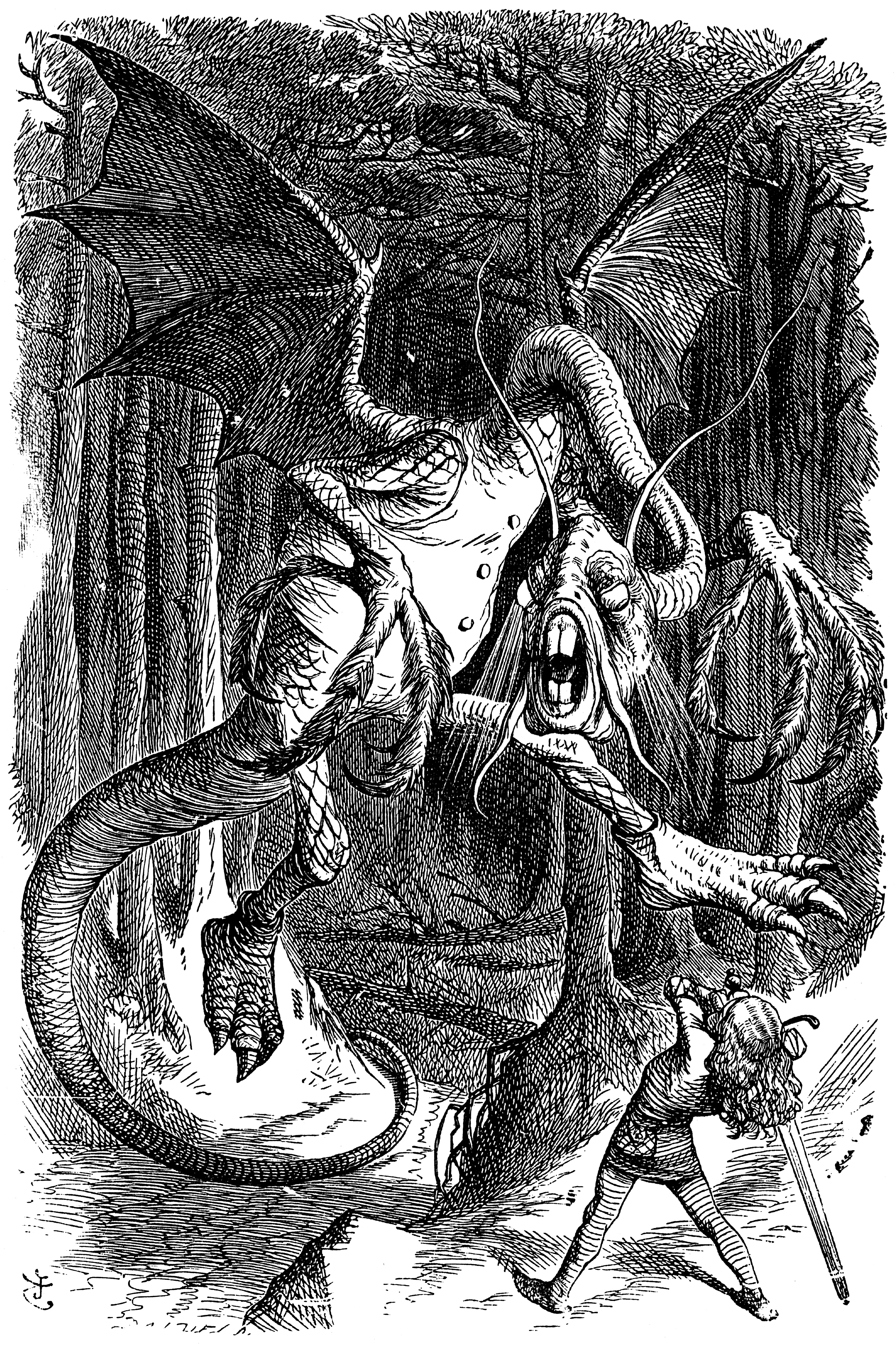
Курзу-Верзу, зображений Джоном Теніелом як дракон.

«Курзу-Верзу» (англ. Jabberwocky) — вірш Льюїса Керрола з повісті-казки «Аліса в Задзеркаллі»; іноді так називають тільки першу його строфу. Існують інші переклади українською мовою цього вірша: «Жербельковт», переклад 2010 року Сергія Ковальчука для фільму «Аліса в Країні Чудес», «Бурмоковт», переклад 2008 року Тетяни Тарабукіної.
Цей вірш є, без сумніву, чи не найвизначнішим поетичним нонсенсом англійською мовою. Його не вивчаючи на пам'ять, знають слово в слово англійські школярі багатьох поколінь.
Вірш Керрола є, ймовірно, найвідомішою спробою вигадати слова, що не існують, проте відповідають законам мови і є інтуїтивно зрозумілими. Перша строфа практично цілком складається зі слів, яких не існує, за винятком службових:
«Смажнілось, і мляскі хвірки

Вихросверделили в часві.

Мізрешно псулись хабрюки,

Пихраючи в чужві.»

## Історія написання
У грудні 1863 року Керрол був присутній на аматорському спектаклі «Альфред Великий». Після спектаклю згадали керролові пародійні «Англосаксонські станси», за тематикою схожі зі спектаклем. Всі гості наперегони почали складати вірші. Коли підійшла черга Керрола, він устав і із зовсім серйозним видом прочитав саме цю строфу. Гості попросили його пояснити, і він пояснив кожне слово вірша. Пізніше Керрол використовував цю строфу, як пролог до своєї поеми «Бурмоковт», наведеної в книзі «Аліса в Задзеркаллі» (сама поема написана переважно «звичайними» словами, має сюжет і розуміється без «перекладу»).
Поема Люїса Керролла стала знахідкою для неврологів, які вивчають механізми створення мови.

## Оригінал
Jabberwocky
'Twas brillig, and the slithy toves

 Did gyre and gimble in the wabe;

All mimsy were the borogoves,

 And the mome raths outgrabe.

'Beware the Jabberwock, my son!

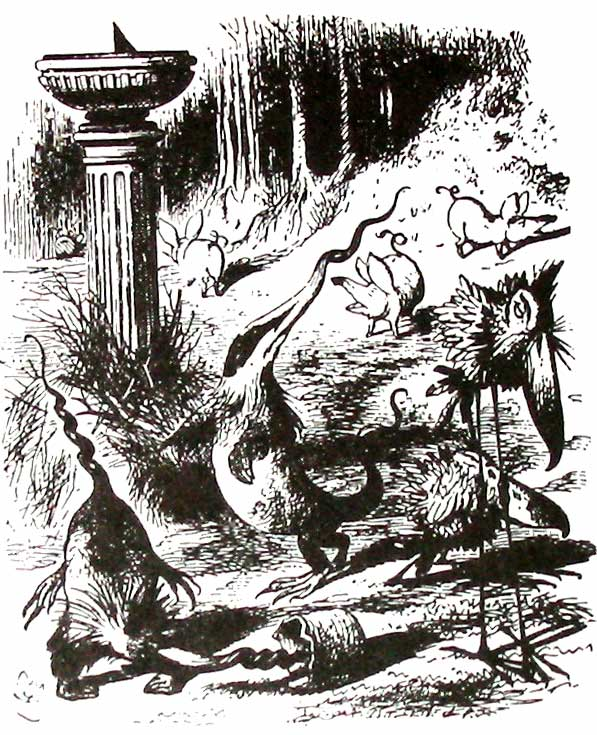
Швимкі яски

 The jaws that bite, the claws that catch!

Beware the Jubjub bird, and shun

 The frumious Bandersnatch!'

He took his vorpal sword in hand:

 Long time the manxome foe he sought -

So rested he by the Tumtum tree,

 And stood awhile in thought.

And as in uffish thought he stood,

 The Jabberwock, with eyes of flame,

Came whiffling through the tulgey wood,

 And burbled as it came!

One, two! One, two! And through and through

 The vorpal blade went snicker-snack!

He left it dead, and with its head

 He went galumphing back.

'And has thou slain the Jabberwock?

 Come to my arms, my beamish boy!

O frabjous day! Callooh! Callay!'

 He chortled in his joy.

'Twas brillig, and the slithy toves

 Did gyre and gimble in the wabe;

All mimsy were the borogoves,

 And the mome raths outgrabe.

## Українські переклади
| Переклад Миколи Лукаша (1975 рік): | Переклад Тетяни Тарабукіної (2008 рік): | Переклад Сергія Ковальчука, зроблений для кінофільму Т. Бартона («Аліса в Країні Чудес» (2010) | Переклад Миколи Фернандеса-Червяка (2013 рік): |
| --- | --- | --- | --- |
| Курзу-Верзу Був сма́жень, і шви́мкі яски́ Сверли́-спіра́лили в кружві́, Пичха́ли пи́ршаві пса́шки: І тру́лі долові́. «Мій си́ну, бійсь Курзу́-Верзу́, То кусозу́б і дряпола́п! Не зна́йся з пти́цею Зу-Зу́ І ве́лезнем Хап-ха́п!»: Меча́-штрича́ він в ру́ки взяв, Підня́в тропи́в воро́жий слід: І в сму́жній ду́мі спочива́в: Під дре́вом Діоді́д. Та ра́птом чу́є глу́шний цвист, Круго́м немо́в мого́нь паши́ть, В триму́чім лі́сі ни́кне лист — : Курзу́-Верзу́ мети́ть! Він раз мече́м! Він два штриче́м! Ота́к штрича́єм ворогі́в! Зняв гмі́ю зо́лову з плече́й, Додво́му посміши́в. «Ти вбив грозу́ Курзу́-Верзу́? Мій хло́пчику, ти чудоде́ць! О спла́вний день! Стриба́й пісе́нь, Тоді́мо у хане́ць!»: Був сма́жень, і шви́мкі яски́ Сверли́-спіра́лили в кружві́, Пичха́ли пи́ршаві пса́шки: І тру́лі долові́. | Бурмоковт Варчи́лось… Хли́в'язкі тхурки́ Викру́ли, све́рбчись навкрузі́, Жасумнові́лі худоки́ Гриві́ли зехряки́ в чузі́. «Страши́ся Бурмоко́вта, си́ну! Він щелепи́ст, лапти́ст! Джубджу́ — це гнівопта́х страшни́й. Скажа́ркий Брандашми́ст!»: І взя́вши гостроме́ч, Він тут страшно́го во́рога чека́в, Та й сів під де́рево Тумту́м, Заду́мливо відпочива́в. Він залиши́вся дратозли́ст, А Бурмоко́вт вогне́м в оча́х: Заду́вся крізь глухму́рий ліс, Розтереве́нів буркоча́. Раз-два! Раз-два! І да́лі так, То гостроме́ч стрика́че, Він ме́ртвий: ось і голова́! З гори́ галопоска́че. «Ти Бурмоко́вта перемі́г, Мій си́ну променся́йний! Славга́рний день! Ува́! Уві́!»: Він був радосміха́йний. Варчи́лось… Хли́в'язкі тхурки́ Викру́ли, све́рбчись навкрузі́, Жасумнові́лі худоки́ Гриві́ли зехряки́ в чузі́. | Жербельковт Смажнілось, і мляскі хвірки: Вихросверделили в часві. Мізрешно псулись хабрюки, Пихраючи в чужві. Мій сину, Жербельковта бійсь! То гострозубий хаподряп. І Гнівоптаха стережись, І Бузогриза лап. Зрублавмеча герой вхопив, Здавняцько ворога шукав. Під деревом СумДум спочив: Та мряко міркував. Гримислив довго той герой, Та чує — шолум'я кипить! Сахний, жарливий вітрогон — : То Жербельковт летить! І раз, і два! І ще, і знов! Зрублавмечем штрикав-січив, Зітнув його страшноголов: Та й домки поскачив. Ти Жербельковта порішив? Ти чудославний молодець! «Префайний день! Гей-гу! Егей! Страшидлеру кінець!»: Смажнілось, і мляскі хвірки, Вихросверделили в часві. Мізрешно псулись хабрюки, Пихраючи в чужві. | Тварюкан Темнячило. Медокряки: Бурулькали як хрюк. Та й иномиша у ставка: Дзьобала йржавий крюк. Мій хлопчик вумний, бережісь: Лячного Тварюка! Він скаженючий, як москхайль, Не пляше гопака! Він шари-вари натягнув: З стіни сокиру зняв: І галюводу заспіва: До лісу покуняв. Під дендролипою стоїть: Чекає Тварюка. Сокирабулаву стиска: Його міцна рука. За колихтрималась земля, Дригачек з дуба впав. То вогонепікий Тварюкан: Над лісом проширяв. Луць! Хрясь! Хлобись! От біса мать!! Шалена бійка йде: Мерзеножахий Тварюкан: Той голову кладе. Ти хлопче звіра зарубів: Справжнісенький козак: Хтонічну курву ти убив: Всім змеюкам на жах.. Темнячило. Медокряки: Бурулькали як хрюк. Та й иномиша у ставка: Дзьобала йржавий крюк. |

А ось ще три переклади випускниць перекладацького відділення Києво-Могилянської академії, опубліковані в № 5-6 за 2005 р. журналу «Всесвіт»:
| Переклад Марії Коливай (2004) | Переклад Інни Коваль (2004) | Переклад Галини Висоцької (2005) |
| --- | --- | --- |
| Бормоглуп Блищалось, слизі лабузьки: На хвиді кружали й спірли, Дражнилки всі були дзузьки, І миги застрімли. «Не знайся з Бормоглупом, син! Щелепи — бряк, когтяки — кряк! Пташина Джуджу — зась, і ще — : Сварлимий Бандохряк!»: Він в руку взяв вихрятель-меч: І довго ворога шукав, Спочив під деревом Там-Там, Там думу провтикав. А поки він стояв-куняв, Вже Бормоглуп — вогонь в очах — : Зі свистом лісом проганяв, Бормочучи в кущах. Раз-два, раз-два. І знов, і знов: Вихрятель-меч захрумотів. Балду він зніс, в руках поніс, — : Стрибав і хихотів. «То вбитий хижий Бормоглуп? О, йди до мене, сяйний син! Це знаний день! Дзелінь-Дзелень!»: Сміявсь він без зупин. Блищалось, слизі лабузьки: На хвиді кружали й спірли, Дражнилки всі були дзузьки, І миги застрімли. | Бурмозвій Шов печір. Яштпорки слибкі: В трамичці дзигали якраз: Свистали свердлов'ї бідкі: І звинки мрюкали весь час. «Бійсь Бурмозвія, сину мій — : Рвуть кігті, щелепи кліщать — : І страхожись його обійм, Що все на світі вщент трощать». У руку воїн меч стрий взяв: Здавна шукав врага собі, І попід теревом устав: З думками про майбутній бій. Німчазно свій тягар він ніс, А Бурмозвій з вогнем в очах: Зі свистом пролітав крізь ліс: І мимрив, туркотів, бурчав. Раз-два! Раз-два! Наскрізь! Удар! Навпіл стерний клинок рубав. І взявши голову, як збар, У радощах герой вертав. «Ти Бурмозвія подолав? Прилинь до серця, хлопче мій! Знаметний день! Шесть і Гвала! Святкуй, звитяжець, і радій!»: Шов печір. Яштпорки слибкі: В трамичці дзигали якраз: Свистали свердлов'ї бідкі: І звинки мрюкали весь час. | Жабохряк В яснечір слизіли штапки, Кружли в деленій зелеві, І фрусяли на всі боки, І щурили кві-кві. «Ой сину, вкусить Жабохряк! Зубами-гар! А клешні-хряп! І Джумбоптах, і Бандохап, Що їх бояться всяк». Син вертомеч узяв до рук: І довго шуки ворогав, Ліг коло дерева Тук-Тук: І думу думував. А поки він думачив дум, То Жабохряк з вогнем в очах, Здійнявши дісом ликий шум, Прилепетів, бурчах. І штурх, і штрик! І раз, і два! Стікає кров'ю змієгад. Вже в сина в торбі голова, І рад спішить назад. «Ти Жабохряка поборов? Радітися пора прийшла! Іди цьом-цьом! Щоб був здоров. Тобі хвара! Ула!»: В яснечір слизіли штапки, Кружли в деленій зелеві, І фрусяли на всі боки, І щурили кві-кві. |

## Тлумачення слів
Найбільш схожим до англійської версії є сучасний переклад Тетяни Тарабукіної, на прикладі якого можна розтлумачити майже кожний англійський еквівалент. Першу строфу гарно тлумачить сам автор вірша у тексті «Аліса в Задзеркаллі»:
 — «Варчилось» (англ. ‘twas brillig: англ. to be brillig) — це о четвертій годині, коли вже час варити вечерю.
 — Ясно — сказала Аліса — а хлив'язкі?
 — «Хлив'язкі» (англ. slithy) — це хлипкі та в'язкі. «Хлипкі» означає те ж саме, що і «кволі». Розумієш, це слово мов гаманець. Розкриєш, а там два відділка! Ось так й тут — це слово розкладається на два!
 — Так, зараз мені зрозуміло, — зауважила задумливо Аліса. — А «тхурки» (англ. toves) хто такі?
 — Це щось схоже на тхорів, схоже на ящурок, схоже на штопорів!
 — Мабуть, кумедний у них вигляд!
 — Авжеж, вони саме такі! — погодився Шалам-Балам. — А гнізда вони мостять в затінку сонячних годинників, також водяться вони сиром.
 — А що таке «викрули, свербчись»?
 — «Викрули» (англ. to gyre) — вихрити та кружляти викрутами. «Свербчись» (англ. to gimble) — так, як свердлять та буравлять діри.
 — А «навкруга» (англ. in wabe) — сказала Аліса та здивувалася власній кмітливості, — це трава під сонячним годинником, справді?
 — Авжеж, звичайно так! Знай, що зветься «навкруга» тому що, йде далеко направо… далеко наліво…
 — Та далеко назад! — радісно закінчила Аліса.
 — Цілком правильно! Ну а «жасумновілі» (англ. mimsy) — це «жалюгідні та сумні» (це ще одне слово-гаманець для тебе). А «худоки» (англ. borogoves) — худі занедбані птахи, пера яких стирчать у всі боки так, що вони інколи схожі на живі швабри…
 — Ну а «гривіли» що значить?
 — Добре, «гривіти» (англ. outgrabe: англ. to outgribe) це щось між грюкати, ревти та гриміти, та, може, ще й чхати.
 — А ще «зехряки в чузі»? — запитала Аліса. — Боюсь, я багато клопоту завдаю вам.
 — Ні, «зехряки» (англ. raths) — це такі зелені свині: але щодо «в чузі» (mome) я й сам маю сумніви. Я думаю, це скорочене від «в чужині» — розумієш, вони загубили свій шлях. Сподіваюсь, зараз ти вже задоволена? Де ж ти мала чути такі мудровані речі?